# June Maston
June Elaine Rita Maston-Ferguson, avstralska atletinja, * 14. marec 1928, Avstralija, † 4. december 2004, Tweed Heads, Novi Južni Wales, Avstralija.
Nastopila je na olimpijskih igrah leta 1948, kjer je osvojila srebrno medaljo v štafeti 4x100 m, v skoku v daljino je zasedla dvaindvajseto mesto. 